# Литвинюк, Фёдор Григорьевич
Фёдор Григорьевич Литвинюк (1910—1944) — старший сержант Рабоче-крестьянской Красной Армии, участник Великой Отечественной войны, Герой Советского Союза (1944).

## Биография
Родился в 1910 году в селе Рыжавка (ныне — Уманский район Черкасской области Украины). После окончания начальной школы переехал в Приморский край, работал слесарем в локомотивном депо. В 1932—1934 годах проходил службу в Рабоче-крестьянскую Красную Армию. В ноябре 1941 года повторно был призван в армию и направлен на фронт Великой Отечественной войны. В боях четыре раза был ранен.
К октябрю 1943 года старший сержант Фёдор Литвинюк был помощником командира взвода 529-го стрелкового полка 163-й стрелковой дивизии 38-й армии Воронежского фронта. Отличился во время битвы за Днепр. 1 октября 1943 года во главе штурмовой группы первым переправился через Днепр к северу от Киева и принял активное участие в боях за захват и удержание плацдарма на его западном берегу. 2 октября заменил собой получившего ранение командира взвода и организовал оборону захваченных позиций, отразив несколько контратак. В тех боях он получил тяжёлые ранения, но продолжал сражаться до конца боя.
Указом Президиума Верховного Совета СССР «О присвоении звания Героя Советского Союза генералам, офицерскому, сержантскому и рядовому составу Красной Армии» от 10 января 1944 года за «образцовое выполнение боевых заданий командования на фронте борьбы с немецко-фашистскими захватчиками и проявленные при этом отвагу и геройство» был удостоен высокого звания Героя Советского Союза. Орден Ленина и медаль «Золотая Звезда» он получить не успел, так как 6 февраля 1944 года скончался в госпитале от полученных ранений. Первоначально был похоронен в селе Яблоновка Белоцерковского района Киевской области Украины, позднее перезахоронен в Белой Церкви.
Был также награждён орденом Красной Звезды.

## Память
- В его честь названа улица в микрорайоне Ружино города Лесозаводска, Приморского края[1].
- Дом № 13 по этой же улице является памятником культурного наследия России регионального значения под наименованием «Дом Героя Советского Союза Федора Григорьевича Литвинюка» (номер в реестре 251711310520005). Статус присвоен в 1991 году решением Исполкома Приморского краевого Совета народных депутатов внесен в реестр объектов культурного наследия (памятников истории и культуры) народов Российской Федерации.